# ウミウシ
ウミウシ（海牛）とは後鰓類中で、貝殻が縮小、体内に埋没、消失などした種の総称。
後鰓類は、軟体動物門腹足綱（巻貝の仲間）に属し、以前は後鰓亜綱とされていた。近年は、希に後鰓目とすることがあるが、正式な分類群としては認めないことが多い。後鰓目を置く場合、以前の目は繰り下がって亜目となる。このような不統一があるため、以下では原則として、分類群は単に類とする。

## ウミウシの範囲
ウミウシという呼び名は、たとえば「カエル = 両生綱無尾目」といったように生物学的な分類群と一対一で対応したものではない。使う人の風土や習慣、知識的背景によって異なるものを指す言葉である。また、後鰓目の分類自体がいまだ流動的である。これらの理由により、ウミウシを分類学的に簡潔に説明するのは難しく、しばしば、用法の不一致による混乱が生じる。
裸鰓類（裸鰓亜目あるいは裸鰓目）が典型的なウミウシとされることが多く、ウミウシとは裸鰓類のことであるとされることもある。しかし、裸鰓類以外の後鰓類にも、和名にウミウシを含む種は多く、和名にカイ（貝）を含む種にも、貝殻が極めて小さくウミウシに含められる種が少なくない。
ただし、貝殻の退化した後鰓類であっても、翼のような鰭で遊泳するハダカカメガイ（クリオネ）などの裸殻翼足類や、アメフラシの仲間である無楯類がウミウシであるかといった質問に対しては、各個人の背景によって正否両方の答えがあり得る。裸殻翼足類はウミウシに含めないことが多いが、無楯類については色々で、地域によっては明確に含めることもある。
かつては空気呼吸を行う貝殻の退化した腹足類であるイソアワモチをウミウシの一種としていたこともあったが、いまでは収眼目とされている。
後述するように、とても鮮やかで派手な種が多いため観賞生物として人気がある。

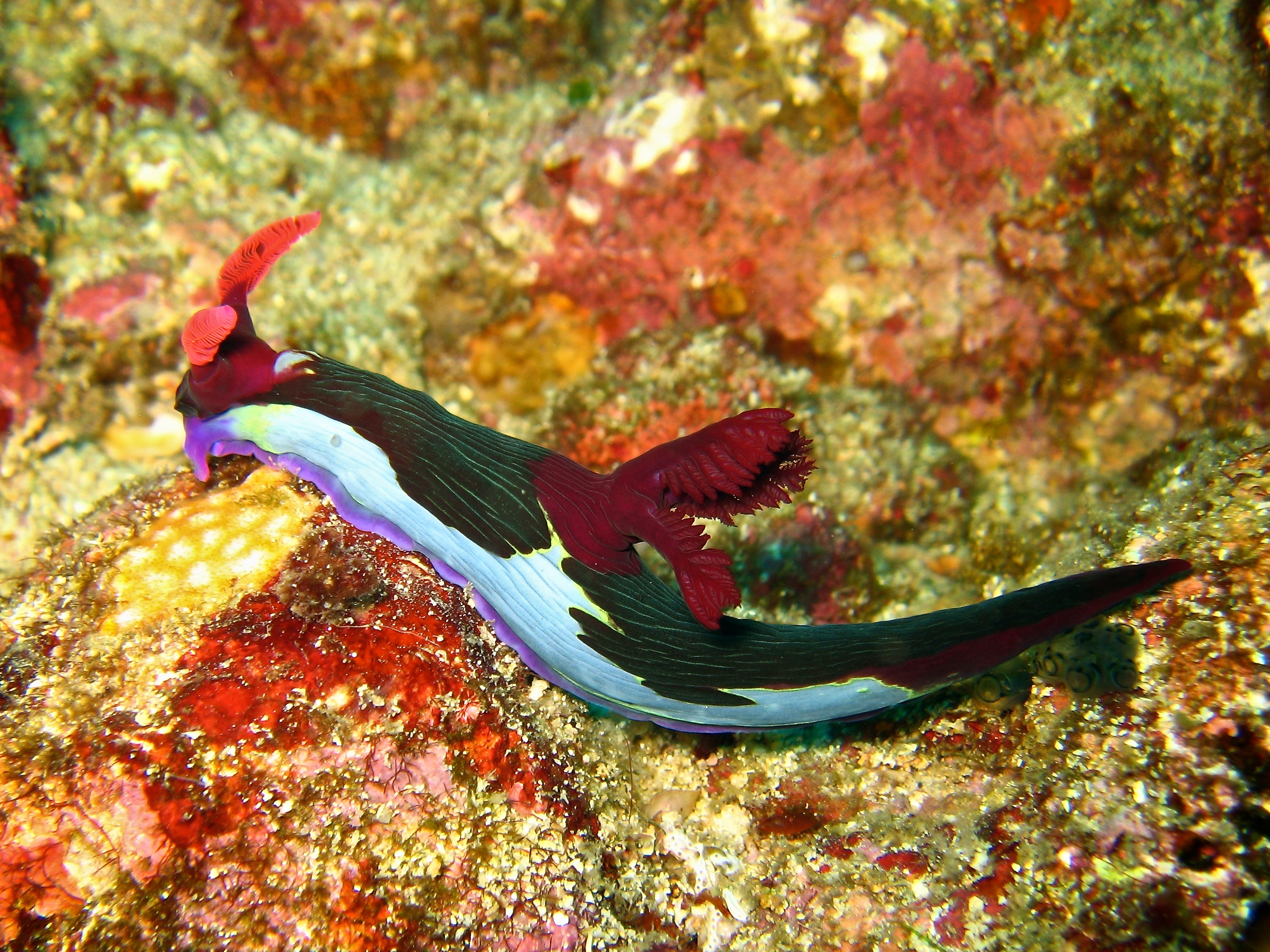
Nembrotha chamberlaini

## 名称
裸鰓類のドーリス類が、ウシの角の様な一対の触角を頭部にもつことからウミウシという呼び名がついた。また、小笠原諸島では、触角の形状をネコの耳に見立てて、ウミネコと呼ぶことがある。
なお、「海牛」と漢字で書かれた場合は「かいぎゅう」と読み、ジュゴンやマナティーなど海牛目の海棲哺乳類を指すのが普通である。

## 形態
主に浅い海の海底に生息し、世界中に分布している。体長は数mmから20-30cm程度。形態は種によって変異に富み、色も青、赤、緑、黄色、ピンクなど、鮮やかな原色系の体色を持つものから地味なものまで様々である。種によって触角は2対から1対で分岐するものや全く欠くものもいる。基本的には貝殻を持たないが、痕跡的な貝殻を持つものもいる。詳細は後鰓亜綱の各綱を参照。

## 生態
食性は、肉食から草食まで幅広い。裸鰓類には刺胞動物や海綿動物、コケムシ、群体性のホヤといった群体性の動物を餌にするものが多いが、中には魚の卵や他のウミウシを襲って食べるものも知られており、メリベ類は小型のエビのような、活動的な甲殻類を巧みに捕食する。一方アメフラシや嚢舌目に属するものは、ほとんどが草食で海藻などを食べる。
また種によっては泳ぐ種もいる。
有毒な付着生物を食べることで、体内に毒を蓄積している種も多く、多くは食用には適さない。派手な色合いをしているものは、そのような点で警戒色ではないかと考えられている。一方で、派手な色は、熱帯のサンゴ礁などでは、隠蔽色としてはたらくとも言われる。コノハウミウシやヒカリウミウシは点滅する蛍光を放つ生物発光の能力がある。
特殊な性質として、裸鰓類のうち刺胞動物を捕食するミノウミウシの種の中に、餌の刺胞を体内に取り込み、それを背面に保存して、自分が敵から身を守るために使うものがある。これを盗刺胞という。また嚢舌目には、やや類似の現象であるが、海藻を餌とし、餌の葉緑体を自分の細胞内に取り込み、しばらく光合成をおこなわせるものがある。例としてはチドリミドリガイがある。
ウミウシは雌雄同体であるが、受精は異個体間で交尾することで行われる。卵塊は渦巻き状。孵化した幼生はヴェリジャー幼生と呼ばれ、巻貝のような殻を持っている。ヴェリジャー幼生は浮遊生活をおくるが、やがて変態し、殻を失って底生の成体となる。
ミノウミウシやムカデメリベ、ハダカモウミウシの仲間など、背中に突起を持つものの中には、刺激を受けるとそれを切り離してしまう、自切をするものがある。体には再生能力がある。

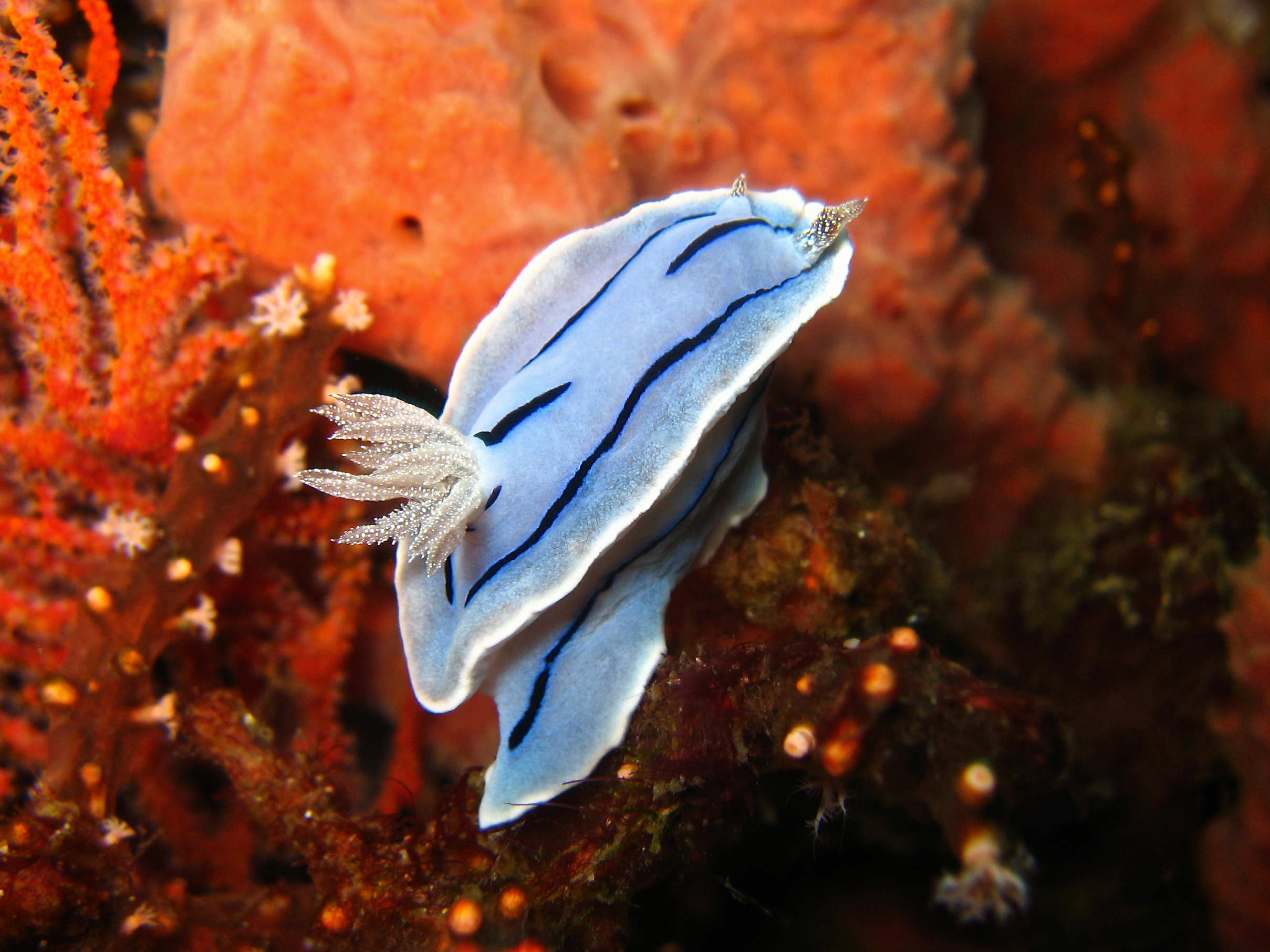
Chromodoris willani

## 飼育
ウミウシは採集が容易であるが、飼育は困難であることが多い。
ウミウシはカイメンやヒドロ虫、コケムシ、ホヤといった群体性のベントスを食するものが多いが、えさとなる種がそれぞれのウミウシで限られている。そのため好適なえさ種を野外で区別し見つけ出すことは困難であり、えさの調達が難しいことが第一にあげられる。例外的にメリベウミウシは、アルテミアやスジエビ類によって、またアメフラシ類は種ごとの好みの海藻が容易に採取できる環境なら、これを与えて飼育することが可能である。
また、成体の飼育に成功しても、卵を孵化させて累代飼育することはそれ以上に難しい。ほとんどのウミウシは、卵からプランクトン生活の幼生の形で孵化するが、これは流れのない水槽では多くが死滅してしまうし、循環水槽では浄化槽で濾過されてしまうので、適切に水流を生じさせた容器内で頻繁に海水を交換しながら育てる必要がある。また、表面張力で幼生の殻が水面に張り付いてしまうのを防ぐための特殊なテクニックが必要となることもある。さらに幼生の時期にえさとなる植物プランクトンを培養して安定して確保しなければならない上に、幼生の育成に成功しても成体がえさとする生物の上でないと変態しない種も多く、これも二世を得ること（継代飼育）を困難にしている。

## 食用
- 上述のように通常食用には適さないが、辛味がある[1]。
- 昭和天皇が海洋生物学者として食してみたことがある。「研究のためだからね」といって甘辛く煮付けて食べており、「煮るとこんなに小さくなる」と指で輪を作って笑っていたという。肝心の味のほうだが､当時の侍従長入江相政によると「味が無いしこりこりして噛み切れない。それを三度もお召し上がりになったのだから…」と恐れ入った様子で回想している[4]。
- 島根県隠岐郡では住民が食用とすることがある[1]。

## 分類
ウミウシが属する 腹足綱の分類は、1980年代以降、分岐分類学の考え方を取り入れた新しい分類体系に再編成されつつある。その中には、後鰓亜綱が後鰓目に、裸鰓目が裸鰓亜目に、アメフラシが属する無楯目が無楯亜目にというように再編成した分類（Ponder, 1998）も現れたが、後鰓目は多系統であるため分類群としては認めないのが主流になりつつある。

### 旧分類の例
これらの目を亜目とする分類もある。
ほぼ全てがウミウシに含まれるグループに○、一部が含まれるグループに△をつける。
- 頭楯目 △ Cephalaspidea
- 有殻翼足目 Thecosomata
- 裸殻翼足目 Gymnosomata
- 無楯目 ○ Anaspidea
- スナウミウシ目 ○ Acochlidea
- 嚢舌目 △ Sacoglossa
- 背楯目 ○ Notaspidea
- ロドペ型目 Rhodopemorpha
- 裸鰓目 ○ Nudibranchia

### 新分類の例
Bouchet, P. & Rocroi, J.-P., 2005.では、後鰓類をInformal groupと位置づけ、その下に7つのcladeと2つのgroup (Acochlidiacea, Cylindrobullida) を認めている。ここではそれらを類とする。
- 頭楯類 △ Cephalaspidea
- 有殻翼足類 Thecosomata
- 裸殻翼足類 Gymnosomata
- アメフラシ型類（無楯類） (○) Aplysiomorpha
- スナウミウシ類 ○ Acochlidiacea
- 嚢舌類 △ Sacoglossa
- ニセイワヅタブドウガイ類 Cylindrobullida
- 傘殻類 ○ Umbraculida
- ヌディプレウラ ○ Nudipleura
  - 側鰓類 ○ Pleurobranchomorpha
  - 裸鰓類 ○ Nudibranchia

旧分類と比較すると、次のような変更がある。
- 旧背楯類は解体され、傘殻類（ヒトエガイ科・ジンガサヒトエガイ科）と側鰓類（カメノコフシエラガイ科のみ）が独立した。ただし、旧分類でも2目に分けることはあった。
- 頭楯類からニセイワヅタブドウガイ類（ニセイワヅタブドウガイ科のみ）が独立した。
- 旧ロドペ型目（ロドペ科のみ）は裸鰓類に含められた。

### 科
ウミウシと呼ばれることが多い種を含む目のみ挙げている。科は日本産の代表的なもののみ挙げている。

#### 頭楯目Cephalaspidea
頭楯目には、貝殻は完全なものから、小さく内部に埋もれているものを経て、全くないものまである。貝殻が体内にあるか消失した、カノコキセワタガイ科、ウミコチョウ科、ウズムシウミウシ科はウミウシに含まれる。
- オオシイノミガイ科 Acteonidae
- ベニシボリガイ科 Bullinidae - ベニシボリガイ
- ミスガイ科 Hydatinidae - ミスガイ
- キセワタ科 Philinidae - キセワタ
- カノコキセワタ科 Aglajidae - ニシキツバメガイ、カノコキセワタ、カラスキセワタ
- ウミコチョウ科 Gastropteridae - ムラサキウミコチョウ、キイロウミコチョウ、クロフチウミコチョウ、キマダラウミコチョウ、トウモンウミコチョウ
- ブドウガイ科 Haminoeidae - ブドウガイ
- ミドリガイ科 Haminoeidae
- ナツメガイ科 Bullidae
- ウズムシウミウシ科 Runcinidae

#### 無楯目Anspidea
無楯目は、ウツセミガイ科のものを除くと、貝殻はないか小さな板状になり、しばしば薄くて小さく体内に埋没したものになっている。そのためウミウシに含めることもあるが、通常藻食性であるなど形態や生態が独特で、アメフラシとして別扱いすることもある。
- アメフラシ科 Aplysiidae - アメフラシ、ジャノメアメフラシ、フウセンウミウシ、タツナミガイ、ウミナメクジ

#### スナウミウシ目Acochlidea
スナウミウシ目には、貝殻がなく、ウミウシに含まれる。
- スナウミウシ科 Hedylopsidae

#### 嚢舌目Sacoglossa

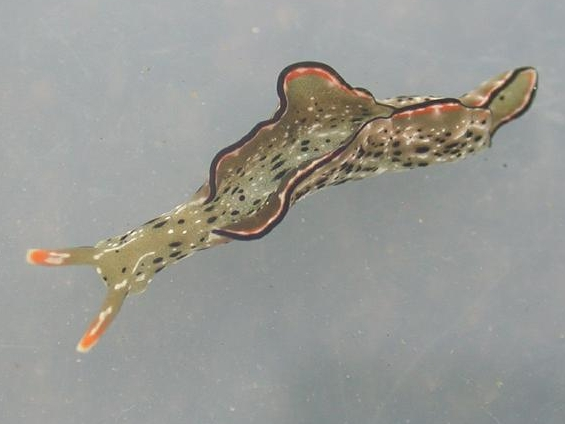
コノハミドリガイ

嚢舌目には、貝殻は、完全なものから、全くないものまである。舌嚢という器官に収容された特殊化した歯舌で緑藻の細胞に孔を開け、内部の原形質を吸い取って食物としており、体内で分岐した中腸腺はしばしば鮮やかな緑色をしたものが体外からも透視できる。この目に属する動物には、摂取した餌に含まれる葉緑体を生きたまま中腸腺の細胞に取り込み、しばらく生かしたまま光合成を行わせて利用するものが含まれる。この現象は発見当初は、単細胞藻類との細胞内共生と思われたが、形態学的、分子生物学的手法により、食藻の葉緑体であることが確認されている。チドリミドリガイなど、この葉緑体の光合成に依存するものも知られる（⇒盗葉緑体現象）。イワヅタ属 Caulerpa の緑藻を宿主とするナギサノツユ上科（ユリヤガイ科、ナギサノツユ科 等）、その他の緑藻に宿主の範囲を広げたゴクラクミドリガイ上科（ゴクラク ミドリガイ科、チドリミドリガイ科 等）とカンランウミウシ上科（カンランウミウシ科、ハダカモウミウシ科 等）の3上科に大きく分けられ、ナギサノツユ上科以外の食性の多様化を起こした2上科に貝殻がなく、ウミウシに含まれる。
- ユリヤガイ科 Juliidae - ユリヤガイ、タマノミドリガイ
- ナギサノツユ科 Oxynoidae - ナギサノツユ
- チドリミドリガイ科 Plakobranchidae - チドリミドリガイ
- ゴクラクミドリガイ科 Elysoidea - コノハミドリガイ、ゴクラクミドリガイ
- カンランウミウシ科 Caliphyllidae - カンランウミウシ
- ハダカモウミウシ科 Limapontiidae - アリモウミウシ、ミドリアマモウミウシ

#### 傘殻類Umbraculida
傘殻類（ジンガサヒトエガイ上科）は、極めて小さな殻を体の背に持つのみで、ウミウシに含まれる。
- ヒトエガイ科 Umbraculidae - ヒトエガイ

#### 側鰓類Pleurobranchomorpha
側鰓類（カメノコフシエラガイ科）は殻がなく、ウミウシに含まれる。
- カメノコフシエラガイ科 Pleurobranchidae - ウミフクロウ、ホウズキフシエラガイ、カメノコフシエラガイ

#### 裸鰓目Nudibranchia
裸鰓目には、貝殻がなく、ウミウシに含まれる。
以下の分類での亜目は、古いものである。
- ドーリス亜目 Doridina

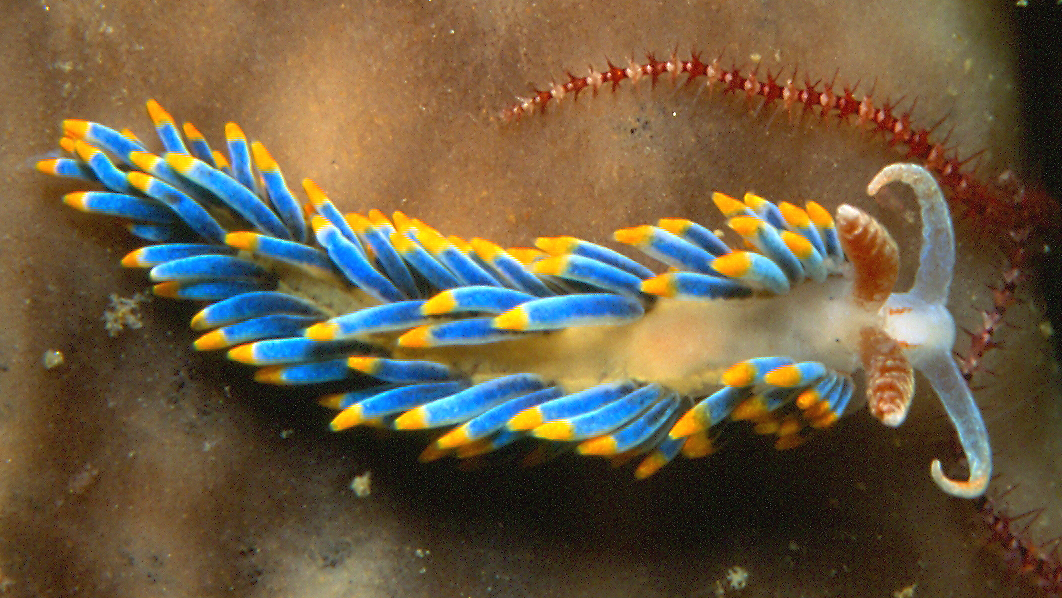
オオミノウミウシ科に属するBerghia coerulescens

  - ネコジタウミウシ科 Goniodorididae - ネコジタウミウシ、ヒロウミウシ、イバラウミウシ
  - ラメリウミウシ科 Goniodorididae - ミツイラメリウミウシ
  - フジタウミウシ科 Polyceridae - フジタウミウシ、ツノザヤウミウシ、エダウミウシ、ヒカリウミウシ、リュウグウウミウシ
  - キヌハダウミウシ科 Gymnodorididae - キヌハダウミウシ
  - センヒメウミウシ科 Aegretidae
  - オカダウミウシ科 Okadaiidae - オカダウミウシ
  - ミカドウミウシ科 Hexabranchidae - ミカドウミウシ
  - アマクサウミウシ科 Actinocyclidae - アマクサウミウシ
  - ドーリス科 Dorididae - カイメンウミウシ、ヤマトウミウシ、クモガタウミウシ
  - イロウミウシ科 Chromodorididae - ニシキウミウシ、コモンウミウシ、サラサウミウシ、アオウミウシ、シラライロウミウシ
  - クロシタナシウミウシ科 Dendrodorididae - ミヤコウミウシ、クロシタナシウミウシ、ダイダイウミウシ
  - イボウミウシ科 Phyllididae - イボウミウシ
- スギノハウミウシ亜目 Dendronotina
  - ホクヨウウミウシ科 Tritoniidae - ホクヨウウミウシ、シロハナガサウミウシ
  - ユビウミウシ科 Bornellidae - ユビウミウシ、イトヒキウミウシ
  - スギノハウミウシ科 Dendronotidae - スギノハウミウシ
  - マツカサウミウシ科 Dotidae - マツカサウミウシ
  - オキウミウシ科 Scyllaeidae - オキウミウシ、ユメウミウシ
  - メリベウミウシ科 Tethydidae - ヤマトメリベ、ムカデメリベ
  - コノハウミウシ科 Phylliroidae - コノハウミウシ
- タテジマウミウシ亜目 Arminina
  - タテジマウミウシ科 Arminidae - タテジマウミウシ、オトメウミウシ・サメジマオトメウミウシ
  - アケボノウミウシ科 Dironidae - アケボノウミウシ
  - ショウジョウウミウシ科 Madrellidae - ショウジョウウミウシ
  - コヤナギウミウシ科 Zephyrunidae - コヤナギウミウシ
- ミノウミウシ亜目 Aeolidina
  - サキシマミノウミウシ科 Flabellinidae - サキシマミノウミウシ、セスジミノウミウシ
  - ホリミノウミウシ科 Eubranchidae - アカボシミノウミウシ、イナバミノウミウシ
  - オオミノウミウシ科 Aeolidiidae - オオミノウミウシ、ミノウミウシ、カスミミノウミウシ、イロミノウミウシ
  - アオミノウミウシ科 Glaucidae - アオミノウミウシ、ムラサキミノウミウシ、ヨツスジミノウミウシ、チゴミノウミウシ、サガミミノウミウシ、ムカデミノウミウシ、アカエラミノウミウシ
  - オショロミノウミウシ科 Tergipedidae - ツクモミノウミウシ、ゴシキミノウミウシ